# Photowatt
Photowatt International est une société française spécialisée dans la fabrication de cellules photovoltaïques, en activité de 1979 à 2012.
Ses actifs sont repris par la société EDF ENR PWT, filiale d'EDF énergies nouvelles en 2012 à la suite de la faillite de l'entreprise. En 2013, Photowatt relocalise à Vaulx-Milieu l'assemblage des panneaux, qui avait été délocalisé en Chine en 2011, et modernise son usine de cellules de Bourgoin-Jallieu.
En 2021, EDF, ayant investi un total de 360 millions d'euros dans Photowatt depuis 2012 sans réussir à stopper ses déficits, cherche à se désengager de Photowatt.

## Activités
L'entreprise, sise à Bourgoin-Jallieu, produit des panneaux photovoltaïques. Elle mène aussi des activités de recherche, notamment avec ECM Greentech, pour proposer des panneaux plus performants que le marché, essentiellement chinois,. Elle dispose d'une usine en Ontario.

## Histoire
L'entreprise est créée en 1979 par Philips.  
Claude Remy achète Photowatt à la CGE en 1987.  
En 1997, elle est achetée par le canadien Automation Tooling Systems (en) (ATS).
En 2008, PV Alliance, un groupement de recherche composé d'EDF ENR et du CEA est créé au sein de Photowatt, qui emploie en 2011 le tiers des salariés de ce dernier.  
Le 4 novembre 2011, le leader et seul fabricant français du photovoltaïque fait l’objet d’une demande de mise en redressement judiciaire devant le tribunal de commerce de Vienne (Isère) et le 3 juillet 2012 la société est placée en liquidation judiciaire. Sans surprise, EDF est retenu pour reprendre Photowatt. Certains actifs, dont la marque Photowatt sont repris au sein de la société EDF ENR PWT, filiale d'EDF énergies nouvelles, dans une opération « pilotée par l'Élysée » sur fond de campagne d'élections présidentielles.
EDF Energies Nouvelles s'étant engagé à injecter 75 millions d'euros en deux ans pour renouveler l'outil, colmater les pertes prévisionnelles et financer le besoin en fonds de roulement, Photowatt relocalise à Vaulx-Milieu l'assemblage des panneaux, qui avait été délocalisé en Chine en 2011, et modernise son usine de cellules de Bourgoin-Jallieu. Photowatt n'est pas fournisseur exclusif d'EDF EN, mais tente de conquérir de nouveaux marchés dans les pays à fort ensoleillement (Moyen-Orient, Chili, Afrique...) qui s'ouvrent au photovoltaïque et où le solaire a atteint la « parité réseau ».
En 2021, EDF, engagé dans des cessions d'actifs non stratégiques, cherche à se désengager de Photowatt. EDF aurait investi un total de 360 millions d'euros dans Photowatt depuis sa reprise en 2012. Une offre de reprise est en discussion avec la PME grenobloise ECM Technologies , spécialisée dans la fabrication de fours utilisés dans l'industrie photovoltaïque. Photowatt annonce en 2020 un excédent brut d'exploitation (Ebitda) négatif de −22 millions d'euros, après −36 millions d'euros en 2019, et prévoit −21 millions d'euros pour 2021, pour un chiffre d'affaires de 27,2 millions d'euros.
En septembre 2024, EDF reçoit une offre ferme pour le rachat à l'euro symbolique de la société Photowatt de la part de la start-up lyonnaise Carbon, qui envisage la construction, pour 1,5 milliard d'euros, d'une usine de plus de 3 000 salariés destinée à produire à très grande échelle des wafers, des cellules et des modules photovoltaïques. Le 20 septembre, un accord de cession est signé, assurant que le projet prévoyait « de maintenir les emplois sur le site de Bourgoin-Jallieu et de porter leur nombre à 200 à horizon 2026 », contre 170 aujourd’hui. L'accord prévoit un plan d’investissement de 40 millions d’euros « avec la création d’une unité de production de modules photovoltaïques d’une capacité de 500 MWc, soit l’équivalent d’un million de panneaux solaires par an », pour une mise en service « avant la fin de l’année 2025 », selon Carbon et EDF Renouvelables. L’intersyndicale de Photowatt juge peu crédible ce projet de méga-usine de panneaux solaires, craignant un plan social « maquillé », malgré les promesses de Nicolas Chandellier, directeur général de Carbon, estimant qu’EDF Renouvelables « cherche à soigner son image en déléguant la fermeture de Photowatt à un tiers ».
Le 28 novembre 2024, EDF annonce l'abandon du projet de reprise du site par la société Carbon. La principale raison de cet abandon semble être l'avis négatif sur le projet de reprise, rendu la semaine précédente par le comité social et économique de Photowatt.
Le 24 janvier 2025, EDF annonce jeter l'éponge et la fermeture définitive des portes de l'usine Photowatt. 